# Júnior Urso
Ocimar de Almeida Júnior, meglio noto come Júnior Urso (Taboão da Serra, 10 marzo 1989), è un calciatore brasiliano, centrocampista dello Houston Dynamo.

## Caratteristiche tecniche
Mediano, può essere schierato anche come interno di centrocampo.

## Carriera

### Club
Per tre mesi tra l'agosto e il novembre 2010, Júnior Orso è in prestito all'Ituano, che poi ne riscatta il cartellino nel gennaio 2011. Dopo un breve passaggio al Paraná, si trasferisce all'Avaí: per tutto il 2012 è in prestito al Coritiba, club dove vince il suo primo campionato Paranaense e che riscatta il cartellino del giocatore al termine del prestito. Il 18 febbraio 2014, dopo aver vinto il secondo Paranaense, si trasferisce nel campionato cinese per una cifra vicina agli € 1,83 milioni.

## Palmarès

### Club

#### Competizioni statali
- Campionato Paranaense: 2

Coritiba: 2012, 2013

#### Competizioni nazionali
- Coppa di Cina: 1

Shandong Taishan: 2014
- Supercoppa di Cina: 1

Shandong Taishan: 2015
- Lamar Hunt U.S. Open Cup: 1

Orlando City: 2022